# ELANA-techniek
De ELANA-techniek (Excimer Laser-Assisted Non-occlusive Anastomosis) is een techniek in de neurochirurgie waarbij een bypass in de hersenen wordt gemaakt zonder het ontvangende bloedvat af te sluiten. 
De bypass wordt eerst aangelegd en vervolgens gecontroleerd, waarna met behulp van een laser een nieuwe doorgang wordt gecreëerd.
De techniek is uitgevonden door Kees Tulleken, verbonden aan het Universitair Medisch Centrum Utrecht. Nadat de techniek in de neurologie succesvol bleek, is er onderzoek gestart waarbij de bypass-techniek aangepast wordt om toepasbaar te worden in de cardiochirurgie. Als dit succesvol blijkt te zijn, kan deze technologie het mogelijk maken om een bypassoperatie uit te voeren zonder het gebruik van een hart-longmachine.